# Eurybrachys manifesta
Eurybrachys manifesta är en insektsart som beskrevs av William Lucas Distant 1906. Eurybrachys manifesta ingår i släktet Eurybrachys och familjen Eurybrachidae. Inga underarter finns listade i Catalogue of Life.